# Celeste Mucci
Celeste Mucci (née le 11 août 1999) est une athlète australienne, spécialiste des épreuves combinées, des haies et du sprint.

## Carrière
Lors des Jeux du Commonwealth de 2018, elle termine 4e de l’heptathlon. Le 5 avril 2019, elle remporte le titre australien de l’heptathlon en 5 844 points.
Le 25 mai 2019, elle porte son record personnel sur 100 m haies à 13 s 02 (+1,7) à Götzis. Elle remporte la médaille d’or du relais 4 x 100 m lors des Championnats d’Océanie de 2019 à Townsville.
En 2022 elle devient championne d'Océanie du 100 m haies en 12 s 75 (+3,3 m/s).

## Palmarès
| Date | Compétition                   | Lieu       | Résultat | Epreuve            | Temps     |
| ---- | ----------------------------- | ---------- | -------- | ------------------ | --------- |
| 2016 | Championnats du monde juniors | Bydgoszcz  | 17e      | Heptathlon         | 5 254 pts |
| 2018 | Jeux du Commonwealth          | Gold Coast | 4e       | Heptathlon         | 5 915 pts |
| 2018 | Championnats du monde juniors | Tampere    | 5e       | Heptathlon         | 5 865 pts |
| 2019 | Relais mondiaux               | Yokohama   | finale   | r. shuttle hurdles | DQ        |
| 2019 | Hypo-Meeting                  | Götzis     | —        | Heptathlon         | DNF       |
| 2019 | Championnats d'Océanie        | Townsville | 2e       | 100 m haies        | 13 s 49   |
| 2019 | Championnats d'Océanie        | Townsville | 1re      | 4 x 100 m          | 44 s 47   |
| 2019 | Universiade                   | Naples     | 2e       | 4 x 100 m          | 43 s 97   |
| 2022 | Championnats d'Océanie        | Mackay     | 1re      | 100 m haies        | 12 s 75   |

## Records
| Épreuve          | Performance | Lieu       | Date            |
| ---------------- | ----------- | ---------- | --------------- |
| 100 mètres haies | 12 s 84     | Sydney     | 14 juillet 2024 |
| 100 m            | 11 s 47     | Canberra   | 13 février 2021 |
| Saut en longueur | 6,25 m      | Gold Coast | 16 février 2018 |
| Heptathlon       | 5 915 pts   | Gold Coast | 13 avril 2018   |